# Pfarrkirche Laakirchen

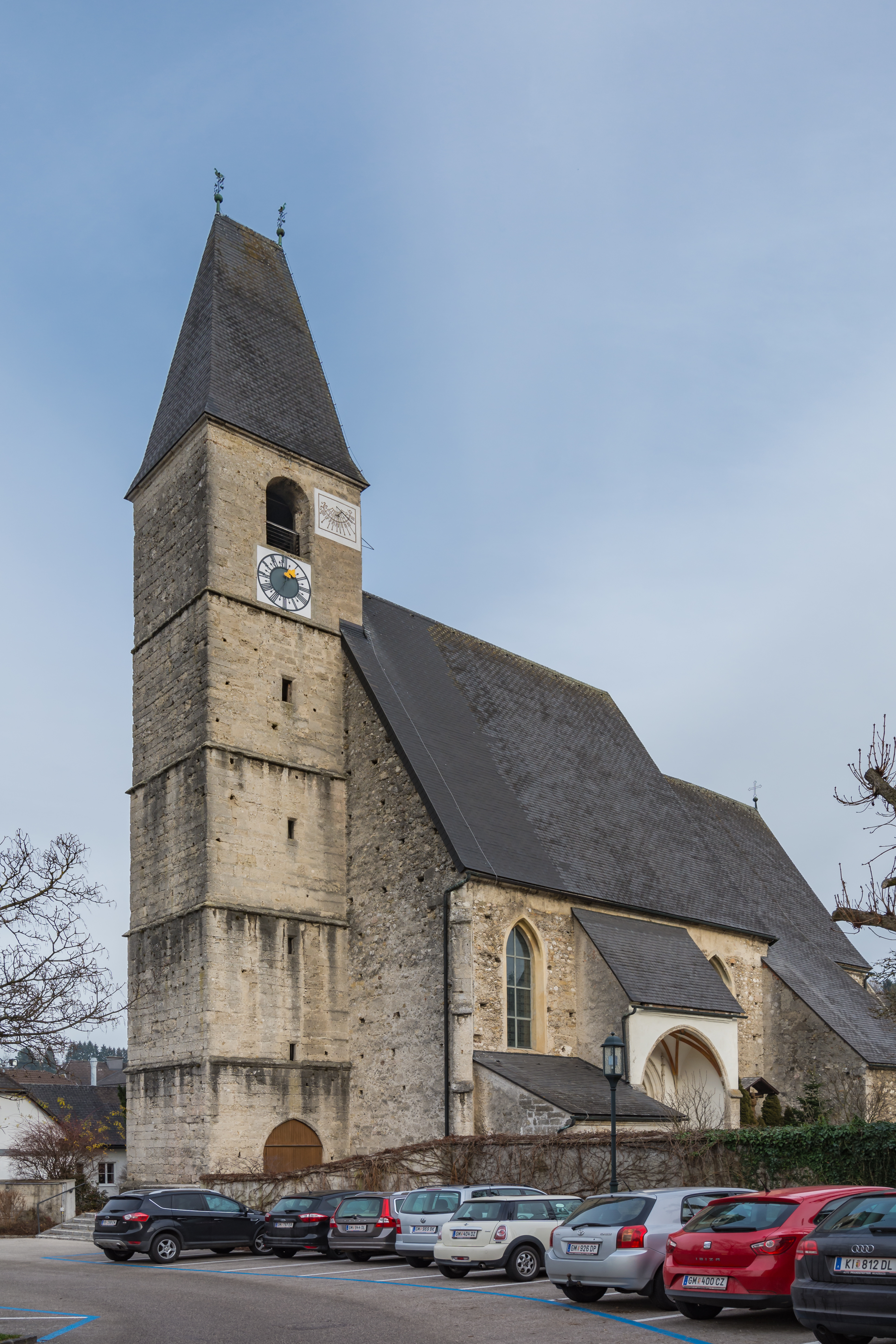
Katholische Pfarrkirche hl. Valentin in Laakirchen

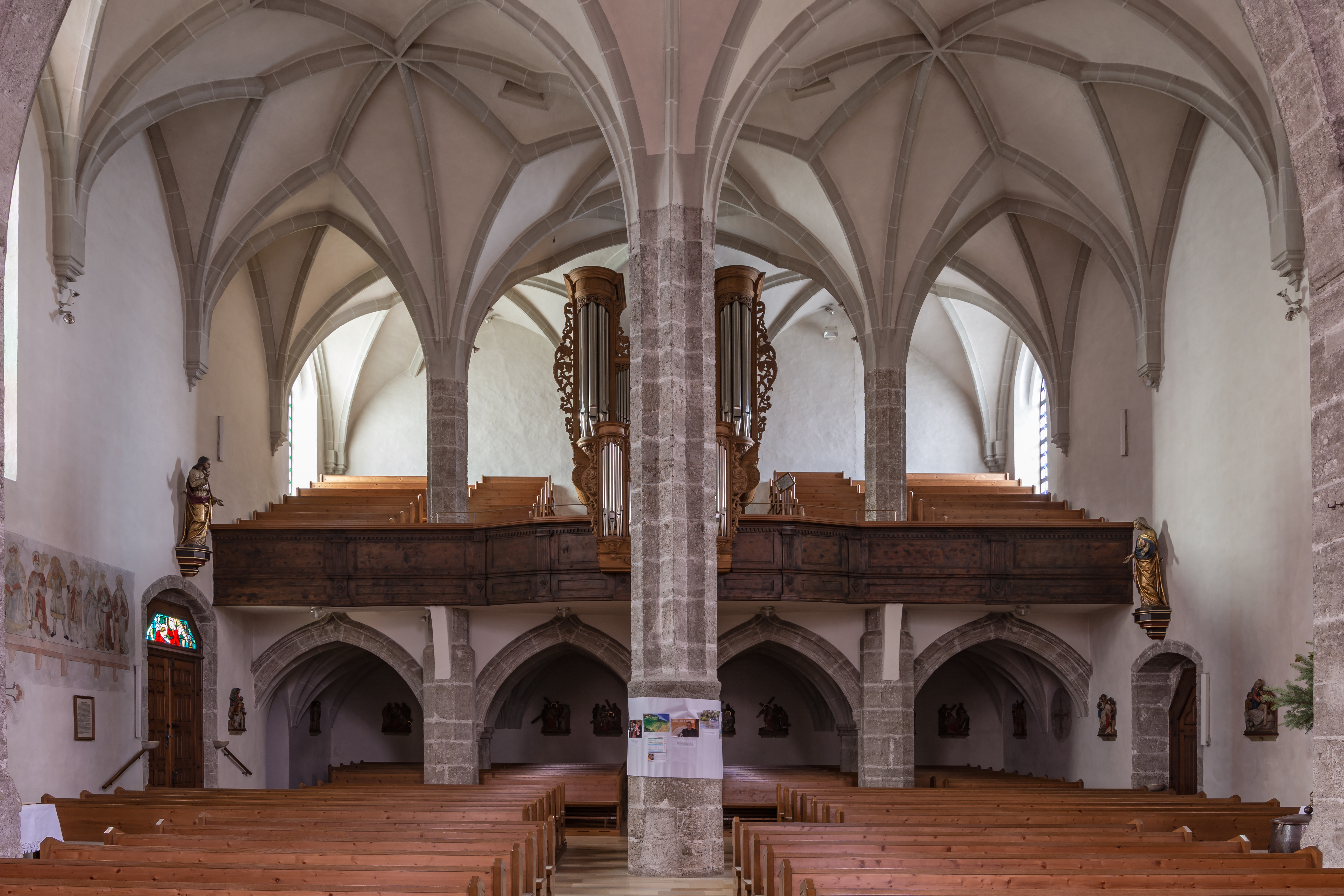
Innensicht Richtung Orgel

Die römisch-katholische Pfarrkirche Laakirchen steht in der Gemeinde Laakirchen im Bezirk Gmunden in Oberösterreich. Sie ist dem heiligen Valentin geweiht und gehört zum Dekanat Gmunden in der Diözese Linz. Das Bauwerk steht unter Denkmalschutz.

## Lagebeschreibung
Die Pfarrkirche steht im Ortszentrum an der Pfarrhofgasse 1 in Laakirchen.

## Geschichte
1165 wird erstmals eine Kirche urkundlich erwähnt. In den Jahren 1930 bis 1932 wurde der Innenraum völlig erneuert.

## Kirchenbau
Kirchenäußeres
Der Westturm mit Keildach wurde 1463 erbaut. Die Portale sind spätgotisch: Das profilierte Südportal hat einen netzrippengewölbten Vorbau, das Nordportal bildet einen Kleeblattbogen.
Kircheninneres
Das weiträumige Kirchenschiff wurde in den Jahren 1930 und 1931 vollkommen erneuert. Das dreijochige Langhaus ist netzrippengewölbt. In den beiden östlichen Jochen bildet die Kirche eine zweischiffige Hallenkirche (Einsäulenraum). Das westliche Joch ist dreischiffig. Es wird fast vollständig von der zweiachsigen Orgelempore eingenommen, die von einer vierachsigen netzrippengewölbten Halle unterbaut ist. Der spätgotische Chor der Kirche ist gegenüber dem Langhaus eingezogen und endet im 3/8-Schluss. Er ist netzrippengewölbt.

## Ausstattung
Seit der Erneuerung Anfang der 1930er Jahre wird beim Schmuck sehr stark auf das Geforderte reduziert. Das Hauptgewicht liegt am Hochaltarfresko, den an die Wand gemalten Kreuzwegstationen und die Glasgemälde. An der südlichen Langhauswand ist ein spätgotischer Wandgemäldestreifen, der die Vierzehn Nothelfer zeigt. An der Nordwand des Langhauses ist ein gemaltes spätgotisches Apostelkreuz in zarten Formen. Das Weihwasserbecken, welches früher beim Südportal der Kirche stand und sich nun im vorderen Bereich – auf der rechten Seite des Altarraums – befindet, stammt aus dem Jahr 1669. An der Außenseite des Chores ist ein geschnitzter Gekreuzigter aus Holz vom Anfang des 18. Jahrhunderts.